# Ahnapee
Ahnapee è un comune degli Stati Uniti, situato in Wisconsin e in particolare nella Contea di Kewaunee.